# Asandalum euganeorum
Asandalum euganeorum är en mångfotingart som beskrevs av Karl Wilhelm Verhoeff. Asandalum euganeorum ingår i släktet Asandalum och familjen knöldubbelfotingar. Inga underarter finns listade i Catalogue of Life.